# Hapoel Holon
Hapoʿel Holon (hebräisch הַפּוֹעֵל חוֹלוֹן ha-Pōʿel Chōlōn) ist ein israelischer Basketballverein aus Cholon. Der Verein wurde 2008 und 2022 israelischer Meister sowie 2009 Pokalsieger.

## Geschichte
Der Verein wurde 1947 gegründet. Er war Gründungsmitglied der Ligat ha-ʿAl und wurde in den ersten beiden Spielzeiten dieser Liga jeweils Vize-Meister.
2008 gewann Hapoʿel Holon zum ersten Mal die Meisterschaft. In einem sehr engen Finale schlug die Mannschaft um Moran Roth und Amit Tamir sowie den US-Amerikanern Chester Simmons und P. J. Tucker den Serienmeister Maccabi Tel Aviv mit 73:72.

## Europäische Wettbewerbe
Nachdem man zu Beginn der 1990er einmal im Europapokal der Pokalsieger vertreten gewesen war und dort in der Qualifikationsrunde gegen den nationalen Konkurrenten Hapoel Galil Elyon gescheitert war, nahm man auch zweimal am Korać-Cup teil, um dort ebenfalls in Qualifikations- und Vorrunde auszuscheiden. Trotz der Erfolge in nationaler Meisterschaft und Pokal am Ende des folgenden Jahrzehnts nahm man dann erstmals wieder in der Saison 2012/13 an einem europäischen Vereinswettbewerb teil. In der EuroChallenge 2012/13 erreichte man die zweite Gruppenphase der 16 besten Mannschaften.

## Bekannte Spieler
| - Ken Bannister 1986–87 - Ben McDonald 1988/89 - Earl Williams 1988/89 - Richard Dumas 1990/91 - David Henderson 1992–94 - Yoav Saffar 1993–98 - Adi Gordon 1994/95 - Shelton Jones 1994/95, 1996 - Derrick Hamilton 1995/96 - Milt Wagner 1995/96 | - Greg Sutton 1998/99 - Moshe Mizrahi 1998–2001 - Corey Crowder 2000 - Trevor Ruffin 2000/01 - Malik Dixon 2007/08 - Chester Simmons 2007/08 - P. J. Tucker 2007/08 - Amit Tamir 2007/08 - Moran Roth 2007/08, 2010–12 - Elton Brown 2008 | - Uri Kokia 2008/09 - Luis Alberto Flores 2008/09 - Deron Washington 2008/09 - Titus Ivory 2009/10 - John Thomas 2009/10 - Rich Melzer 2010/11 |

## Bekannte Trainer
- Pini Gershon
- Guy Goodes